# Джунгарские Ворота
Джунга́рские Воро́та — горный проход между Джунгарским Алатау с запада и хребтом Барлык с востока, соединяет Балхаш-Алакольскую котловину и Джунгарскую равнину. Представляет собой плоский и широкий (более 10 км) коридор длиной около 50 км, по которому проходит государственная граница между Казахстаном и Китаем. Высота 300—400 метров. На входах в ворота располагаются озёра Алаколь (с севера) и Эби-Нур (с юга). В северной части самого прохода находится небольшое озеро Жаланашколь, в центральной — станция Достык (Дружба) Казахстанских железных дорог, в южной — станция Алашанькоу Ланьчжоу-Синьцзянской железной дороги.

## Климат
Климат региона засушливый, преобладают полупустынные ландшафты. Благодаря своей узкой и длинной форме Джунгарские Ворота образуют природную аэродинамическую трубу. В проходе воздух сжимается и в соответствии с законом Бернулли ускоряется, из-за чего образуются сильные ветры (до 70 м/с). Сухой юго-восточный ветер из Китая, дующий в холодное время года, называется «ибэ». При перемене погоды из казахских степей через Джунгарский проход дует северо-западный ветер «сайкан».
По оценкам экспертов ООН, Джунгарский проход является перспективным для реализации проектов по ветроэнергетике. С целью получения экономической выгоды из метеорологических особенностей района Казахстан планирует построить около озера Алаколь ветроэлектростанцию. На китайской стороне подобный проект реализуется с 2009 года.

## История

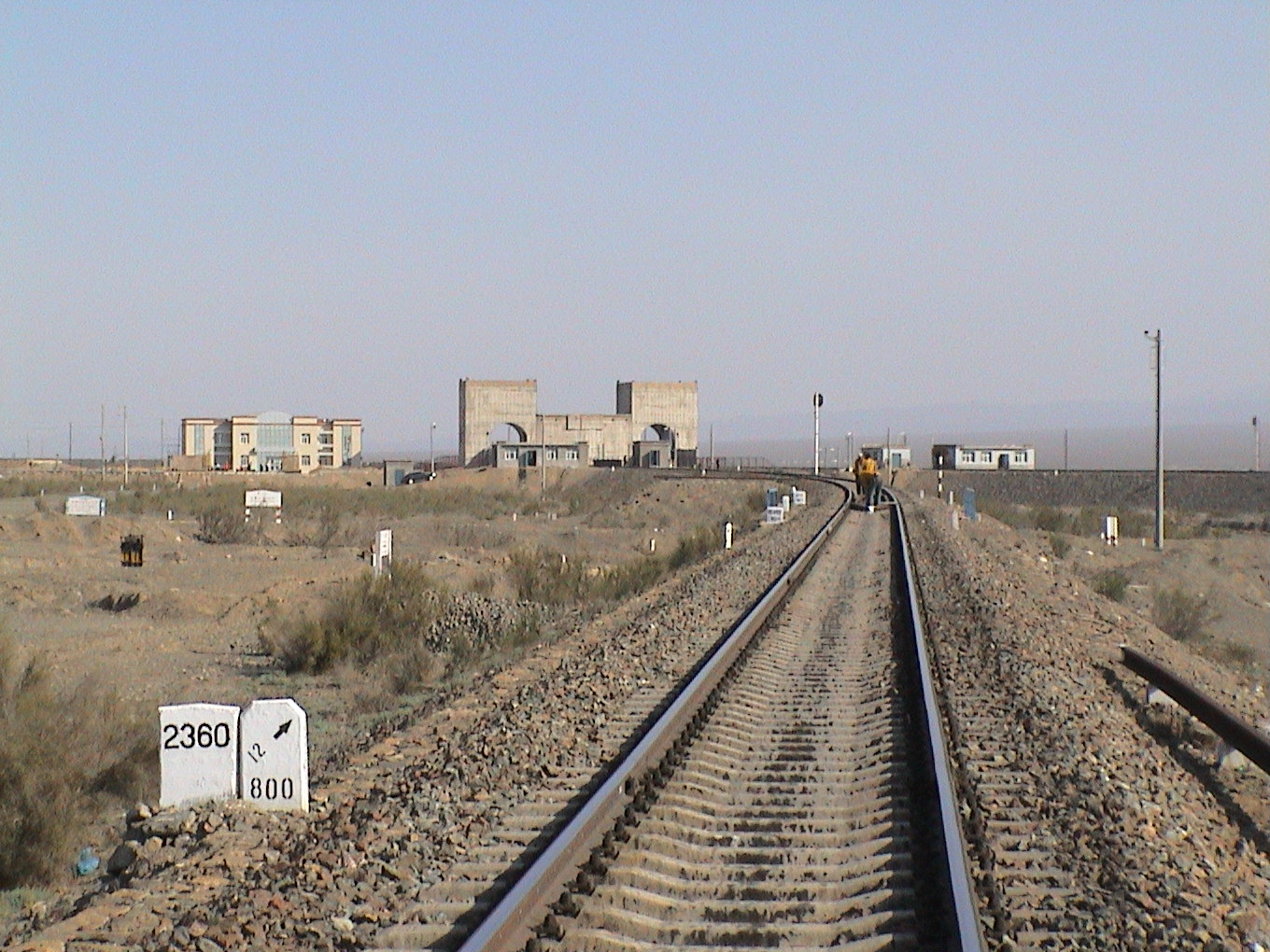
Станция Алашанькоу, расположенная с китайской стороны Джунгарских Ворот

Джунгарские Ворота издревле использовались как транспортный путь кочевыми народами Центральной Азии и Казахстана. Через ворота проходил Великий Шёлковый путь, в начале XIII века Чингисхан использовал его для завоевания Средней Азии.
Джунгарские Ворота стали называться так в русской литературе после того, как И. В. Мушкетов в 1875 году впервые дал им это имя.
13 августа 1969 года в районе Джунгарских Ворот произошёл пограничный конфликт между советскими пограничниками и китайскими военнослужащими.
В 1954—1990 годах через проход была построена железная дорога, кратчайшим путём связавшая транспортные сети Европы и Азии. Дорога прошла через Актогай, Дружбу, Алашанькоу и Урумчи и создала центральный коридор ТрансАзиатской ЖД.

## Интересные факты
В районе Джунгарских Ворот расположен континентальный полюс недоступности — точка, наиболее удалённая от Мирового океана.